# مسجد السلام (أوديسا)
مسجد السلام أو المركز الثقافي العربي هو مسجد ومركز ثقافي في أوديسا في أوكرانيا تم افتتاحه في يونيو 2001.

## التاريخ

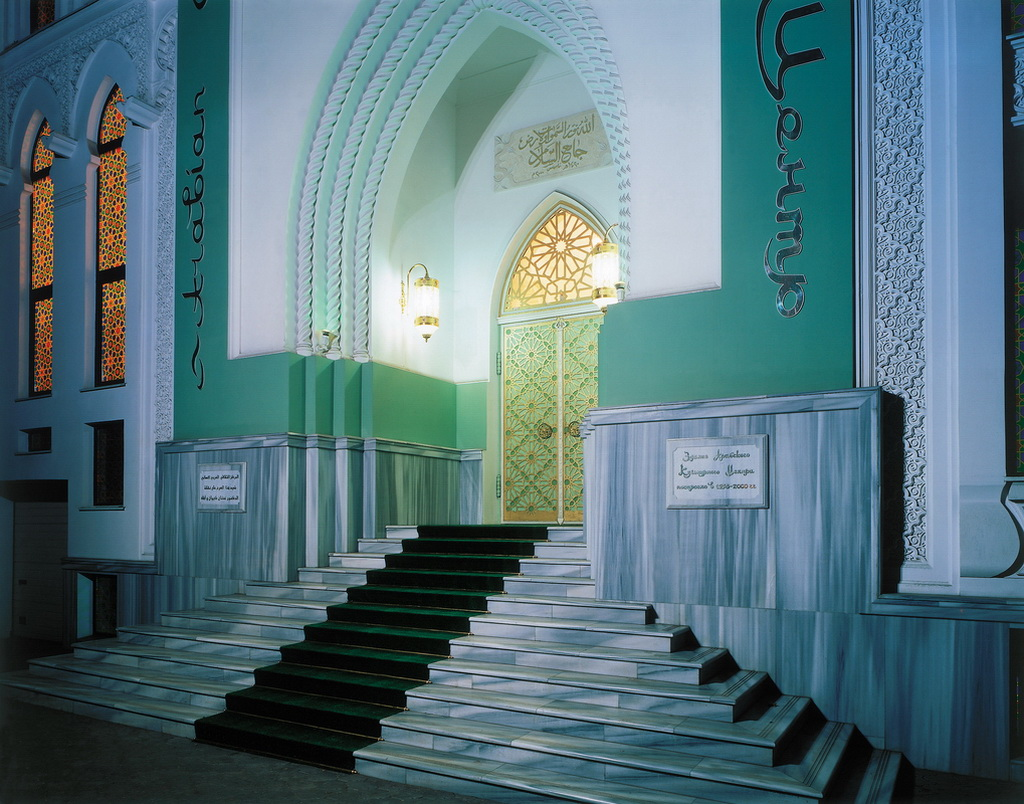
مدخل المسجد

مسلمو أوديسا لديهم تقليد طويل. تم بناء مدينة أوديسا على موقع مستوطنة تتار قديمة تسمى هادزيبي. أسس المستوطنة حاسي الأول جيراي خان القرم، في عام 1240 وسُميت في الأصل باسم حاسيبي ( أطلق عليها اسم هادزيبي )
يقع مسجد التتار، الذي بناه المهندس المعماري الشهير Karbalayi Safikhan Karabakhi في وسط المدينة، إلى جانب المقبرة الإسلامية. مع وصول القوة السوفيتية تغيرت الحياة بشكل كبير لمسلمي أوديسا. تتار الملا، تم إطلاق النار على صابرزيان سفاروف، وأغلق المسجد ودُمر فيما بعد. كما تم هدم المقبرة الإسلامية.
تم بناء المركز الثقافي العربي على حساب رجل الأعمال السوري كيفان عدنان. يدير المركز مدرسة ومكتبة مجانية لتعليم اللغة العربية للجميع بغض النظر عن العمر أو الجنسية.